# Estrecho de Apolima
El Estrecho de Apolima (en inglés: Apolima Strait) posee unos 13 km de ancho y separa las dos islas más grandes de Samoa, la isla de Savai'i hacia el noroeste y al sureste la de Upolu.
Tres pequeñas islas están en el estrecho, Manono y Apolima, que tienen pequeños asentamientos rurales, además de un pequeño islote deshabitado llamado Nu'ulopa.
Manono esta a aproximadamente 3 millas de la costa oeste de Upolu y Apolima se encuentra aproximadamente a cerca de la mitad del estrecho. Nu'ulopa es un pequeño afloramiento rocoso, con palmeras y rodeado de un hábitat de tortugas natural.
El principal medio de transporte entre las dos grandes islas, son los transbordadores de pasajeros y vehículos operados por el gobierno de Samoa, que trabajan a través del estrecho entre el muelle de Mulifanua en Upolu y el muelle Salelologa en Savai'i.
La travesía en ferry dura unos 90 minutos.